# Луд по теб
„Луд по теб“ (на английски: Drive Me Crazy) е американска комедия от 1999 г. на режисьора Джон Шулц по сценарий на Том Страсър и Роб Томас. В него участват Мелиса Джоун Харт и Ейдриън Грение.

## Телевизионен дублаж
На 6 февруари 2005 г. bTV излъчи филма с български дублаж за телевизита. Екипът се състои от:
| Преводач            | Боряна Богданова                                                                    |
| Режисьор на дублажа | Мариан Маринов                                                                      |
| Тонрежисьор         | Радослав Колев                                                                      |
| Озвучаващи артисти  | Силвия Лулчева Йорданка Илова Николай Николов Константин Каракостов Пламен Манасиев |